# Sapador florestal
Sapador florestal, em Portugal, é a designação dada aos trabalhadores especializados na prevenção e combate aos incêndios florestais.
Os sapadores florestais desempenham a sua missão preventiva através de acções de roçagem de matos, de limpeza de povoamentos florestais, da realização de fogos controlados, da manutenção de divisórias e linhas quebra fogo e de outras infra-estruturas, da vigilância da sua área de actuação e da sensibilização do público para as normas de protecção à floresta. Em caso de incêndio florestal, os sapadores florestais colaboram no seu combate, e, extinto o mesmo, colaboram nas acções de rescaldo.
Cada sapador florestal obtém a sua qualificação após a frequência e aprovação num curso de formação profissional específico.
Os sapadores florestais organizam-se em equipas de cinco elementos, com uma viatura especializada. Várias equipas podem agrupar-se e constituir brigadas de sapadores florestais.
Todas as entidades públicas ou privadas que se dediquem à gestão de áreas florestais podem constituir organizar equipas de sapadores florestais. A entidade com maior número de equipas é a Direcção-Geral dos Recursos Florestais, responsável pela gestão da maioria das florestas do Estado Português.